# Фарандола

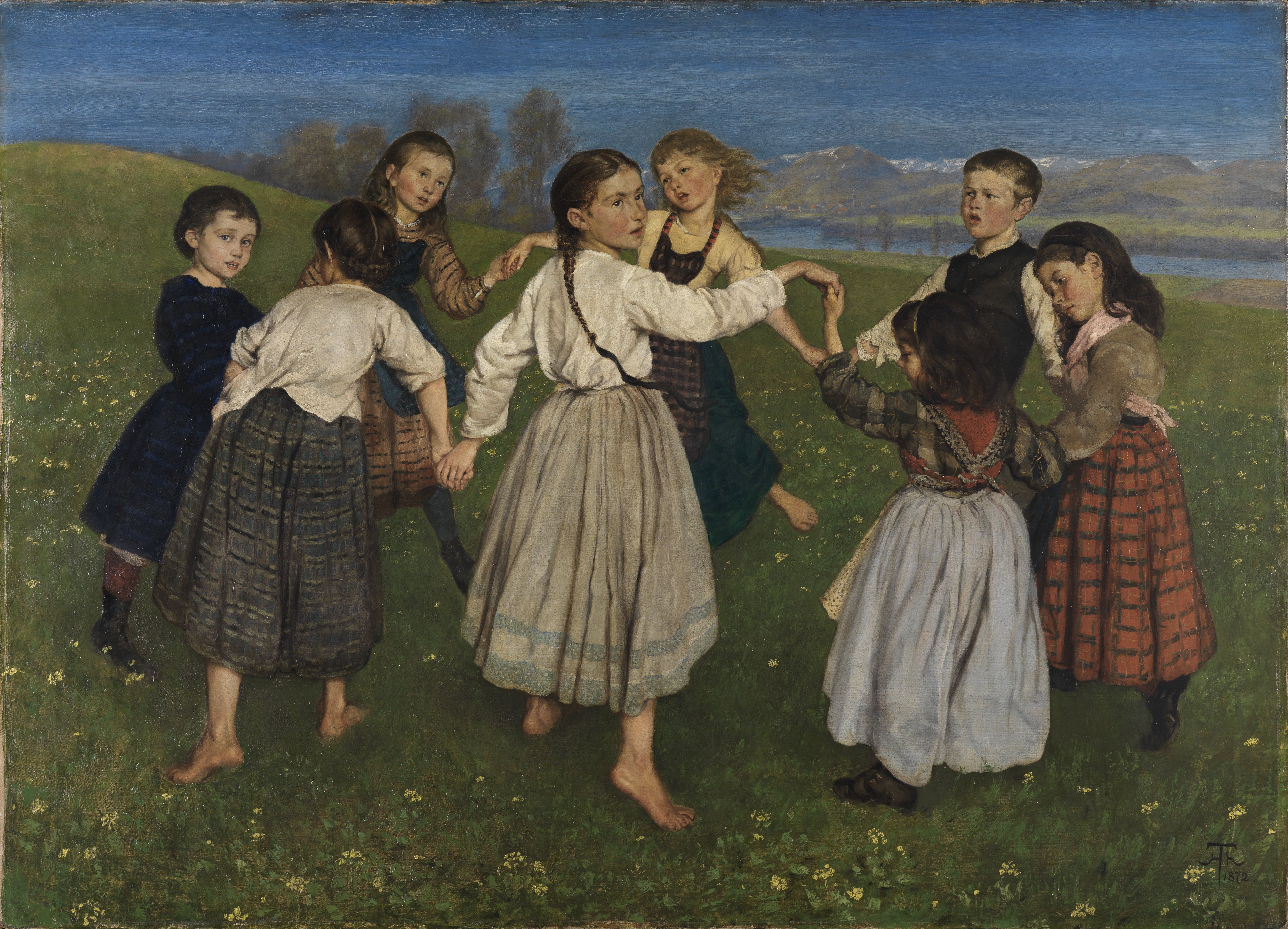
Ханс Тома «Фарандола»

Фарандо́ла (фр. farandole от прованс. окс. farandoulo) — провансальский хороводный народный танец. Исполнители танца, держа друг друга за руки, составляют цепочку, которая образует спиралевидные и круглые фигуры под аккомпанемент флейты (фр. и окс. galoubet) и тамбурина. Музыкальный размер: 2/4 и 6/8. Темп быстрый, сменяющийся более медленным. Фарандола была использована в сочинениях Ж. Бизе, Ш. Гуно, А. К. Глазунова, П. И. Чайковского и др.
Танцевальный рисунок Фарандолы сложен, его иногда трактуют как выход древнегреческого героя Тесея из лабиринта.

## История
Многие исследователи относят фарандолу к танцам типа открытого круга и связывают ее происхождение с бранлем.
В давние времена фарандола не имела сложных ходов и простые движения танца в основном состояли из обычного шага или бега. Этот танец могло исполнять любое количество желающих, для этого они выстраивались цепочкой и неслись вверх и вниз по деревенской улице или площади.  Роль ведущего этого  исполнял мужчина, умение и находчивость которого задавали ходы, ритм и характер исполнения танца. 
Изначально танец исполнялся под пение и выкрики танцующих, но этот аккомпанемент позже сменился музыкальным сопровождением, которое могло повторяться по желанию участников несколько раз, так как фигуры танца не были ограничены определенным количеством тактов.  
Фарандола появилась в Раннем Средневековье и была широко известна вплоть до конца XVIII века. Во времена французской буржуазной революции она стала любимым танцем санкюлотов. Фарандолу танцевали под революционные песни и марши, что придало ей мужественность и героичность.   
На приемах и балах в 19 веке этим танцем заканчивались французская кадриль и котильон. Юг Франции до сих пор славится исполнением фарандолы.

## Исполнение
Ведущий должен был и умел шутить, импровизировать движения и все участники должны были подчиняться ведущему и следовать его указаниям.  Замыкал цепь танца тоже мужчина, ведь он при повороте так же мог оказаться ведущим.  Участники танца держались за руки или за платки, которые были у них в руках, а  ведущий и замыкающий свободную руку клали на бедро.  На юге Франции принято было соединяться платками, там фарандола сохранилась до сих пор и очень распространена.
Так как фарандола - это танец импровизаций, то рисунок его в разных районах различается, а также зависит от индивидуальности ведущего.

### Рисунки фарандолы

#### «Улитка»
Ведущий создаёт широкий круг из участников танца, постепенно продвигаясь к центру и «закручивая» танцующих в «улиткообразную раковину». После того, когда танцующие «закручены» в спираль, он их «раскручивает», пропуская каждого второго под свою руку, остальные следуют за ним и снова становятся в одну линию.

#### «Мосты»
Ведущий и стоящая за ним женщина становятся лицом друг к другу. Соединив поднятые вверх руки, они образуют арку. Следующая пара, пройдя под их руками, также соединяет поднятые вверх руки, и каждая последующая пара так же, до тех пор, пока в конце арки не окажется последняя пара участников. Ведущий проходит под арками, ведя за собой остальных. И снова выстраиваются в одну шеренгу.

#### «Лабиринт»
Ведущий ведет участников по полукругу, затем поворачивается и проходит под аркой того, кто идет за ним. Так получается переплетение.
Каждый рисунок танца, вне зависимости сложности, переходит в цепочку, где обычно в танец вступают новые участники.